# 国風81
国風81（こくふう81、 朝鮮語: 국풍’81）は、1981年5月28日から6月1日まで、大韓民国の全斗煥政府が「民族文化の継承と大学生たちの国学に対する関心の高揚」という名分の下、ソウル汝矣島広場で主催した官制的性格の文化祭。行事を主管した韓国放送公社によると「国風81」は民族文化の主体性を鼓吹し、韓国国学に対する若者の関心を高めるための文化祭だった。しかし、このような試みは芸術を政治的道具として活用した朴正煕政権の統治戦略を模倣した新軍部の政治的イベントだった。1981年初め当時、青瓦台政務第1秘書官だった許文道は5·18光州民主化運動1周忌を控え、軍事政権に対する学習塾業界の抵抗を弱めようという意図で大学生の注意を分散させる大規模な祭典を企画した。全国194大学から6,000人余りの学生と伝統民俗人、芸能人などが参加し、計659回の公演を行い、主催側通算1,000万人に及ぶ大規模な行事が行われた  。

## 概要
1981年5月28日、ソウル汝矣島広場で「国風81」が開かれた。この日から6月1日までの5日間、伝統芸術祭、歌謡祭、演劇祭、八道クッ、八道名物場などの行事が昼夜を問わず続いた。
「国風81」は「民族団結の大合唱」を掛け声に韓国新聞協会が主催し韓国放送公社が主管した大規模な文化祭だった。 全国190校余りの大学250校余りのサークル大学生と芸能人など1万3000人余りが参加した。 会場を訪れた人は1000万人に達した。汝矣島一帯は「歩行者天国」に指定され、夜間通行禁止も一時解除された。 政府が制作して映画館で上映された『大韓ニュース』は当時、「国風81」が「巨大な民衆文化の祭典、民族文化の創造的継承のための充実した土台を作った」と報道した。
しかし「国風81」は1980年5月、光州を血で染めた軍部が国民的な関心を他の場所に移し、政権の正当性を広報するために企画された「官制祭り」だった。 許文道政務第1秘書官は、70年代から大学街で起きていた「政治劇運動」など、「我々」を探そうという熱気を抱き込み、大学生を体制の中に引き入れようとした。
しかし金芝河、金民基、林賑澤（イム·ジンテク）ら民衆文化運動グループは「国風81」への参加を断り、各大学の脱退も参加を拒否した。 これに対し、許文道は自分の母校であるソウル大学の農楽隊（伝統楽器の演奏家）を参加させようとしたが、彼らさえ提案を断ると、卒業生と軍服務中だった彼らまで連れてきて「偽装」参加させた。 結局、「国風81」は政府の意図とは異なり、「青年」ではなく、プロの芸能人中心の祭りに変わった。 公演内容も大半が享楽的な大衆文化公演と剥製化された民俗遊びだった。

## 評価
「国風81」は韓国現代史における「大衆文化による脱政治化」の代表的な事例として挙げられる。 言論学者康俊晚（カン·ジュンマン）全北大学教授は著書『韓国現代史散歩』で、「国風81」を「有史以来最も巨大な遊び人、1000万見物人を動員した乱闘場」と規定した。 「第5共和国の太平盛大」を宣伝するための大々的な大衆操作イベントだったということだ。 「国風81」は第5共和国の愚民化政策、いわゆる「3S政策」と脈を同じくする。「国風81」は今でも「官制祭り」の代名詞として絶えず引用されている  。